# لاشیس جکسون
لاشیس جکسون (به انگلیسی: Lucious Jackson؛ ۳۱ اکتبر ۱۹۴۱ – ۱۲ اکتبر ۲۰۲۲) یک بازیکن بسکتبال اهل ایالات متحده آمریکا بود.

## مرگ
جکسون در ۱۲ اکتبر ۲۰۲۲ در سن ۸۰ سالگی بر اثر نارسایی قلبی در هیوستون، تگزاس درگذشت.